# Bleptina asbolaea
Bleptina asbolaea là một loài bướm đêm trong họ Noctuidae.